# Deportes Quindío
Corporación Deportes Quindío – kolumbijski klub piłkarskim z siedzibą w mieście Armenia. Klub założony został 8 stycznia 1951. Jako gospodarz mecze rozgrywa na stadionie Estadio Centenario de Armenia mającym pojemność około 33 000 widzów.
Można spotkać się z nazwą klubu w postaci Atlético Quindío.

## Osiągnięcia

### Krajowe
- Categoría Primera A

| zwycięstwo (1):     | 1956       |
| drugie miejsce (2): | 1953, 1954 |